# 각막 디스트로피

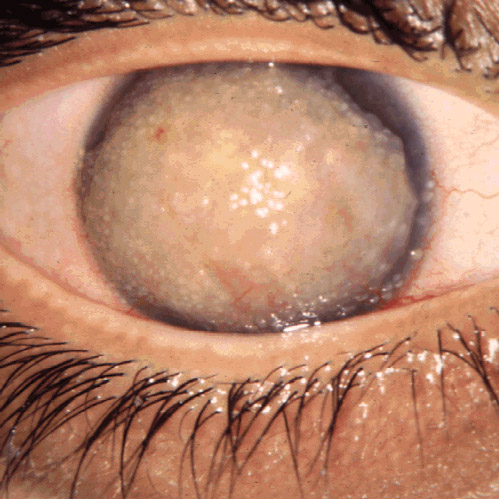
각막 디스트로피.

각막 디스트로피(角膜-, corneal dystrophy) 또는 각막 이영양증(角膜異榮養症)은 각막이라 불리는 안구의 투명한 전면부에 물질이 이상 축적되는 희귀 유전병들을 지칭한다. 각막 이상증(角膜異常症)이라고도 한다.

## 병리생리학
각막 디스트로피는 지질과 콜레스테롤 결정을 포함하여 불필요한 물질이 각막에 쌓임으로써 발생할 수 있다.

## 치료
초기 단계는 증상이 없으며 특별한 조치가 필요하지 않다. 초기 치료에는 고장성 점안액과 도포제를 사용하여 각막 부종을 줄이고 외과 수술 전에 증상을 개선할 수 있다.

## 같이 보기
- 재발성 각막 미란
- 원추각막
- 디스트로피